# アフタヌーン新書
アフタヌーン新書（アフタヌーンしんしょ）は、講談社が発行する新書のレーベル。

## 概要
2009年4月より刊行開始。キャッチコピーは「漫画雑誌から生まれた日本一カンタンな新書」など。その名の示す通り、講談社の青年漫画誌『月刊アフタヌーン』の編集スタッフにより作られている。
表紙は「アフタヌーン」の頭文字「A」を青色で大きく配置し、Aの部分にその本のテーマとなるイラストや文字が描かれている（『宙のまにまに 天体観測「超」入門 機材ゼロでも大丈夫!』を除く）。
『月刊アフタヌーン』での広告ページには、キャラクターデザイン：藤島康介、漫画：忍アラズによる漫画「がんばれ!新書委員長」が掲載されている（2009年8月号より）。
創刊当初は「毎月発刊」を掲げていたが、開始から半年後の2009年10月10日を最期に新規発刊は停止している。刊行された作品数は2014年12月現在計16作であり、現状最期のタイトルは『アニメ最前線の声 メカビ・クリエイターインタビューズ1』となっているが、これの「2」以降も出ていない。
なお、『10年メシが食える漫画家入門』の続編にあたる書籍が2011年に出版されているが、こちらは同レーベルからではなく他社による刊行であった。

## 書誌情報
- 001『がっかり力』（本田透 著）、2009年4月10日初版発行、ISBN 978-4-06-364764-8
- 002『ヤリチン専門学校 ゼロ年代のモテ技術』（尾谷幸憲 著）、2009年4月10日初版発行、ISBN 978-4-06-364765-5
- 003『なぜ、腐女子は男尊女卑なのか? オタクの恋愛とセックス事情』（fujyoshi syndicate 著）、2009年4月10日初版発行、ISBN 978-4-06-364766-2
- 004『僕秩プレミアム!』（ヨシナガ 著）、2009年4月10日初版発行、ISBN 978-4-06-364767-9
- 005『オタク成金』（あかほりさとる・天野由貴 著）、2009年5月10日初版発行、ISBN 978-4-06-364768-6
- 006『ジオン軍の失敗』（岡嶋裕史 著）、2009年5月10日初版発行、ISBN 978-4-06-364769-3
- 007『漫画描き方入門じゃありません』（藤島康介 著）、2009年6月10日初版発行、ISBN 978-4-06-364773-0 - デビュー作を始めとした漫画3作品も収録されている。
- 008『自分でやってみた男』（堀田純司 著）、2009年6月10日初版発行、ISBN 978-4-06-364774-7
- 009『10年メシが食える漫画家入門 悪魔の脚本 魔法のデッサン』（樹崎聖 著）、2009年7月10日初版発行、ISBN 978-4-06-364778-5
- 010『これが「演出」なのだっ 天才アニメ監督のノウハウ』（大地丙太郎 著）、2009年8月10日初版発行、ISBN 978-4-06-364781-5
- 011『ハイブリッドワーカー 会社勤めしながらクリエイティブワークする』（ヨシナガ 編）、2009年8月10日初版発行、ISBN 978-4-06-364782-2
- 012『宙のまにまに 天体観測「超」入門 機材ゼロでも大丈夫!』（柏原麻実 著）、2009年8月21日初版発行、ISBN 978-4-06-364783-9 - 表紙は著者書き下ろしのイラスト。単行本未収録であった『宙のまにまに』のカラーページも収録されている。
- 013『毒男の婚活』（原口博光・岩崎大輔 著）、2009年9月10日初版発行、ISBN 978-4-06-364790-7
- 014『一分間婚活マスター』（樋口康彦 著）、2009年9月10日初版発行、ISBN 978-4-06-364791-4
- 015『重要会議ではヅラをかぶろう 超・実践クリエイティブ経営』（青井博幸 著）、2009年10月10日初版発行、ISBN 978-4-06-364796-9
- 016『アニメ最前線の声 メカビ・クリエイターインタビューズ1』（講談社 編）、2009年10月10日初版発行、ISBN 978-4-06-364779-2